# Arco de Gibraltar

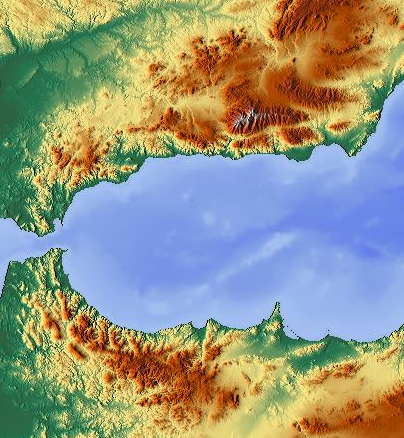
Arco de Gibraltar.

El Arco de Gibraltar es una región geológica que corresponde a la cordillera arqueada que rodea el mar de Alborán (situado entre la península ibérica y África). Está formado por la cordillera Bética (sur de España), el estrecho de Gibraltar y el Rif (norte de Marruecos).
Las máximas altitudes de la región se alcanzan en el pico Mulhacén (3482 m), de la cordillera Bética. Las precipitaciones son recogidas principalmente por los ríos Guadalquivir (al norte de la C. Bética) y Sebou (o Sebú, al sur del Rif), la acumulación de cuyos sedimentos dan lugar a sendas cuencas sedimentarias de antepaís homónimas.
La formación de esta cadena montañosa está relacionada con la aproximación entre la placa tectónica africana y la microplaca Ibérica durante el Terciario (desde hace 65 millones de años), pero los mecanismos que la han modelado son aún motivo de debate en la geología y geofísica.
La problemática geológica de esta región estriba en que el apilamiento de material de la corteza terrestre tuvo lugar a la vez que la extensión cortical que dio lugar al mar de Alborán. Esta simultaneidad de compresión y extensión tectónicas implica la existencia de fuerzas tectónicas generadas en la propia región, aparte de las transmitidas desde las placas Africana e Ibérica. De los intentos de explicar dichas fuerzas se derivan al menos 4 modelos alternativos propuestos para explicar la génesis del Arco de Gibraltar y el mar de Alborán.
En tiempos más recientes, durante la crisis salina del Messiniense en la que se desecó gran parte del Mediterráneo (aprox. 5 m.a. AP), la región constituyó un puente entre los dos continentes con el consiguiente intercambio biológico.